# پارک ملی دث ولی

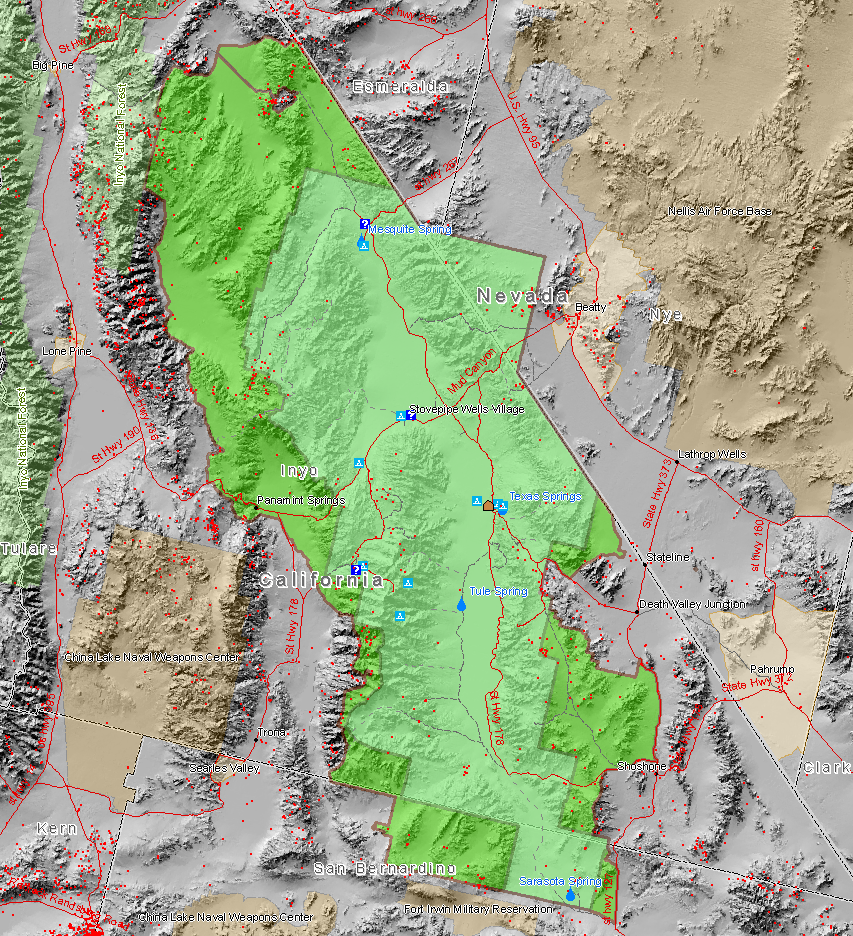
نقشه‌ای از پارک که زمین منطقهٔ محافظت شدهٔ قدیمی (سبز روشن) و زمین گسترش یافتهٔ پارک (سبز تیره) را نشان می‌دهد

پارک ملی دث ولی (به انگلیسی: Death Valley National Park) پارکی ملی در ایالات متحده است که در شرق سیرا نوادا در گریت بیسین خشک واقع شده‌است. قسمت‌هایی از پارک در جنوب شهرستان اینیو و شمال شهرستان سن برناردینو در کالیفرنیای شرقی و قسمت‌های کوچکی از آن در جنوب غربی شهرستان نای و منتهی‌الیه جنوب شهرستان اسمرالدا در نوادا قرار دارد. هم‌چنین قسمت منقطع شده‌ای از آن (سوراخ شیاطین) در شهرستان نای واقع است. این پارک مساحتی معادل ۱۳٬۶۳۰ کیلومتر مربع دارد و شامل سالین ولی، قسمت بزرگی از پانامینت ولی، تقریباً تمام دث ولی، و قسمت‌هایی از چندین رشته‌کوه است. منطقهٔ محافظت شدهٔ دث ولی در سال ۱۹۳۳ به عنوان یکی از مناطق محافظت شدهٔ ایالات متحده اعلام شد که باعث می‌شد منطقه، تحت حفاظت دولت فدرال قرار گیرد. در سال ۱۹۹۴، این منطقه به عنوان یک پارک ملی تعیین شد، هم‌چنین با در برگرفتن دره‌های سالین و یورکا به‌طور قابل ملاحظه‌ای گسترش یافت.
این پارک گرم‌ترین و خشک‌ترین پارک ملی در ایالات متحده است. دومین نقطهٔ کم‌ارتفاع در نیمکرهٔ غربی در حوضهٔ بدواتر واقع است که پستی آن ۸۶ متر زیر سطح دریاست. پارک زیستگاه تعداد زیادی از گونه‌های گیاهی و جانوری است که خود را با این محیط خشن بیابانی وفق داده‌اند. برخی از این‌گونه‌ها بوتهٔ قطران، گوسفند بزرگ‌شاخ، کایوت و کپوردندان دث ولی (بازمانده‌ای از زمان‌های مرطوب‌تر) هستند. در حدود ۹۵ درصد از پارک به عنوان منطقهٔ بکر تعیین شده‌است. منطقهٔ بکر این پارک مساحتی معادل ۱۲٬۳۶۰ کیلومتر مربع را در بر می‌گیرد که بزرگ‌ترین منطقهٔ بکر در بین ۴۸ ایالت هم‌جوار و ششمین منطقهٔ بزرگ بکر در سراسر ایالات متحده به‌شمار می‌آید. سالیانه بیش از ۷۷۰٬۰۰۰ نفر از پارک ملی دث ولی بازدید می‌کنند تا ویژگی‌های متنوع زمین‌شناسی، حیات وحش بیابانی، مکان‌های تاریخی، چشم‌اندازها و آسمان صاف شبش را مشاهده کنند.
معدن‌کاری فعالیت اصلی منطقه تا پیش از حفاظت از آن بود. نخستین ورود مستند غیر سرخ‌پوستان به دث ولی در زمستان ۱۸۴۹ روی داد که گمان می‌کردند با عبور از میان‌بر، سریع‌تر به مناطق طلایی کالیفرنیا خواهند رسید. آن‌ها هفته‌ها در این دره گرفتار شدند و در این زمان بود که نام درهٔ مرگ را بر آن نهادند، اگرچه تنها یک نفر از گروهشان در آن‌جا کشته شد. اواخر سدهٔ نوزدهم و اوایل سدهٔ بیستم، چندین شهر به سرعت در این منطقه ظاهر شدند تا ساکنانشان رگه‌های کوچک طلا را استخراج کنند. با این وجود تنها سنگ معدنی که استخراجش در بلند مدت سودآور تلقی می‌شد بوره (ماده‌ای معدنی که در تهیه صابون مورد استفاده قرار می‌گیرد و یکی از ترکیبات صنعتی مهم است) بود. امروزه بوره از اجزای اساسی محصولات شیشه‌ای بورو-سیلیکات مقاوم در برابر حرارت زیاد مانند لوازم آشپزی پیرکس است. برای انتقال سنگ‌های معدنی به بیرون دره از تیم‌های بیست-قاطر استفاده می‌شد که همین امر باعث شهرت دره شد و آن را موضوع کتاب‌ها، برنامه‌های رادیویی، سریال‌های تلویزیونی و فیلم‌های سینمایی کرد.
محیط طبیعی منطقه عمدتاً به وسیلهٔ زمین‌شناسی آن شکل گرفته‌است. در واقع خود دث ولی یک فروزمین است. صخره‌های قدیمی شدیداً دگرگون شده‌اند و دست‌کم ۱.۷ میلیارد سال قدمت دارند. رسوبات دریایی در دریاهای کم‌عمق قدیمی و گرم تا هنگامی که بریدگی به اقیانوس آرام رسیده ته‌نشین شده‌اند. رسوب‌گذاری‌های بیشتر تا هنگامی که منطقهٔ فرورانش در کنار ساحل تشکیل شده ادامه داشته‌است. این موجب بالاآمدن آن ناحیه نسبت به دریا و ایجاد خطی از آتش‌فشان شده‌است. بعدها پوسته شروع به تکه تکه شدن کرده و شکل کنونی حوضه و سلسله را ایجاد کرده‌است. دره‌ها توسط رسوب‌ها و طی زمان‌های مرطوب یخ‌گیری توسط دریاچه‌هایی مانند دریاچهٔ مانلی پر شده‌اند.

## ویژگی‌های جغرافیایی

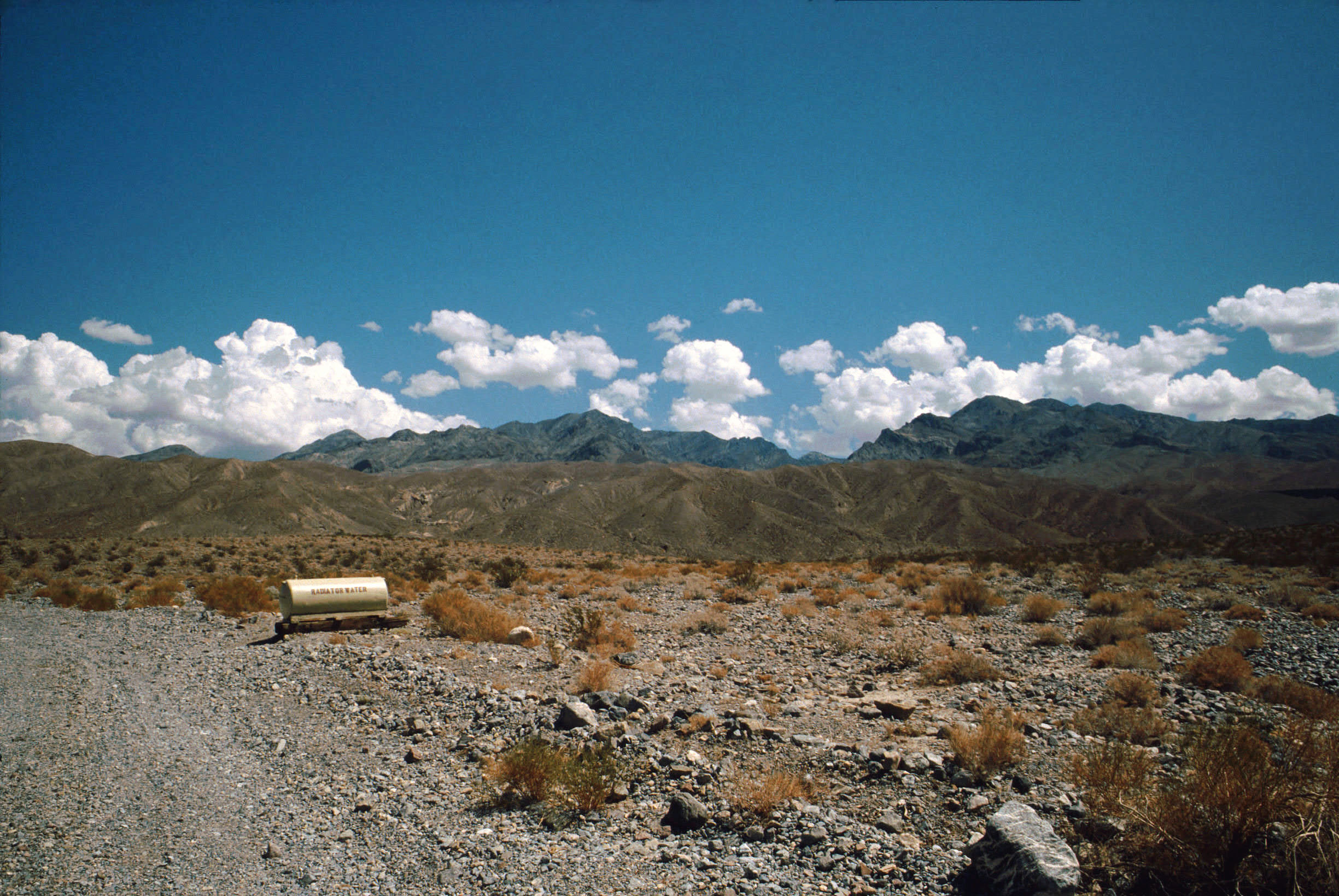
بیابان و مخزن آب گرماتاب رها شده در گریپ‌وین

دو درهٔ مهم دث ولی و پانامینت ولی در پارک قرار دارند. هر دو دره طی چندی میلیون سال اخیر شکل گرفته‌اند و هر دو به رشته‌کوهایی در امتداد شمال-جنوب محدود شده‌اند. این دو دره و دره‌های مجاور از روند معمول مکان‌نگاری حوضه و سلسله تبعیت می‌کنند، منتها با یک تفاوت جزئی: گسل‌های امتداد لغز موازی که بدون خم‌شدگی پیش رفته‌اند، مرکز دث ولی را احاطه کرده‌اند. نتیجهٔ این اقدام قیچی‌وار گسترش بیش‌تر قسمت مرکزی دث ولی است که موجب عریض شدن و فرونشت بیشتر آن منطقه می‌شود.
در حال حاضر، هم رشته‌کوه‌های اطراف بالا می‌آیند و هم سطح دره نشست می‌کند. بالا آمدن کوه‌های بلک به قدری سریع رخ می‌دهد که مخروط‌افکنه‌های (رسوبات بادبزن مانند در دهانهٔ دره‌ها) آن‌جا نسبت به مخروط افکنه‌های عظیمی که در پای رشته‌کوه پانامینت تشکیل شده کوچک و تند هستند. بالا آمدن سریع یک رشته‌کوه در یک محیط خشک، اغلب زمان کافی به دره‌هایش برای تشکیل یک V-مانند کلاسیک در تمام طولشان تا رسیدن به بستر رود را نمی‌دهد. در عوض این V-مانند از نیمهٔ مسیر به یک شکاف دره ختم می‌شود که موجب تشکیل درهٔ جام شراب می‌شود.
در سراسر ایالات متحده غربی، رشته‌کوه‌های عموماً شمالی-جنوبی بسیار مرتفع‌تر از دره‌های مابین هستند. هنگامی که دره هیچ روزنه‌ای برای خروج رواناب‌ها نداشته‌باشد، اصطلاحاً حوضه نامیده می‌شود. این وضعیت در اغلب دره‌های داخلی قسمت غربی ایالات متحده روی می‌دهد که منجر به استفاده از اصطلاح حوضه و سلسله برای کل منطقه شده‌است. هنگامی که بارندگی کافی در مدت زمانی طولانی ذره‌های کوچک زمین را به پست‌ترین نقاط دره می‌راند سطح صافی از رسوبات نرم و ریز تشکیل می‌شود. به دلیل شرایط بسیار خشکی که در بر منطقه حاکم است، آبی که این سطح را می‌پوشاند موقتی است و به سرعت تبخیر می‌شود. در نهایت سطحی کاملاً صاف و معمولاً مملو از نمک برجای می‌ماند که با عنوان خشک‌زار شناخته می‌شود.

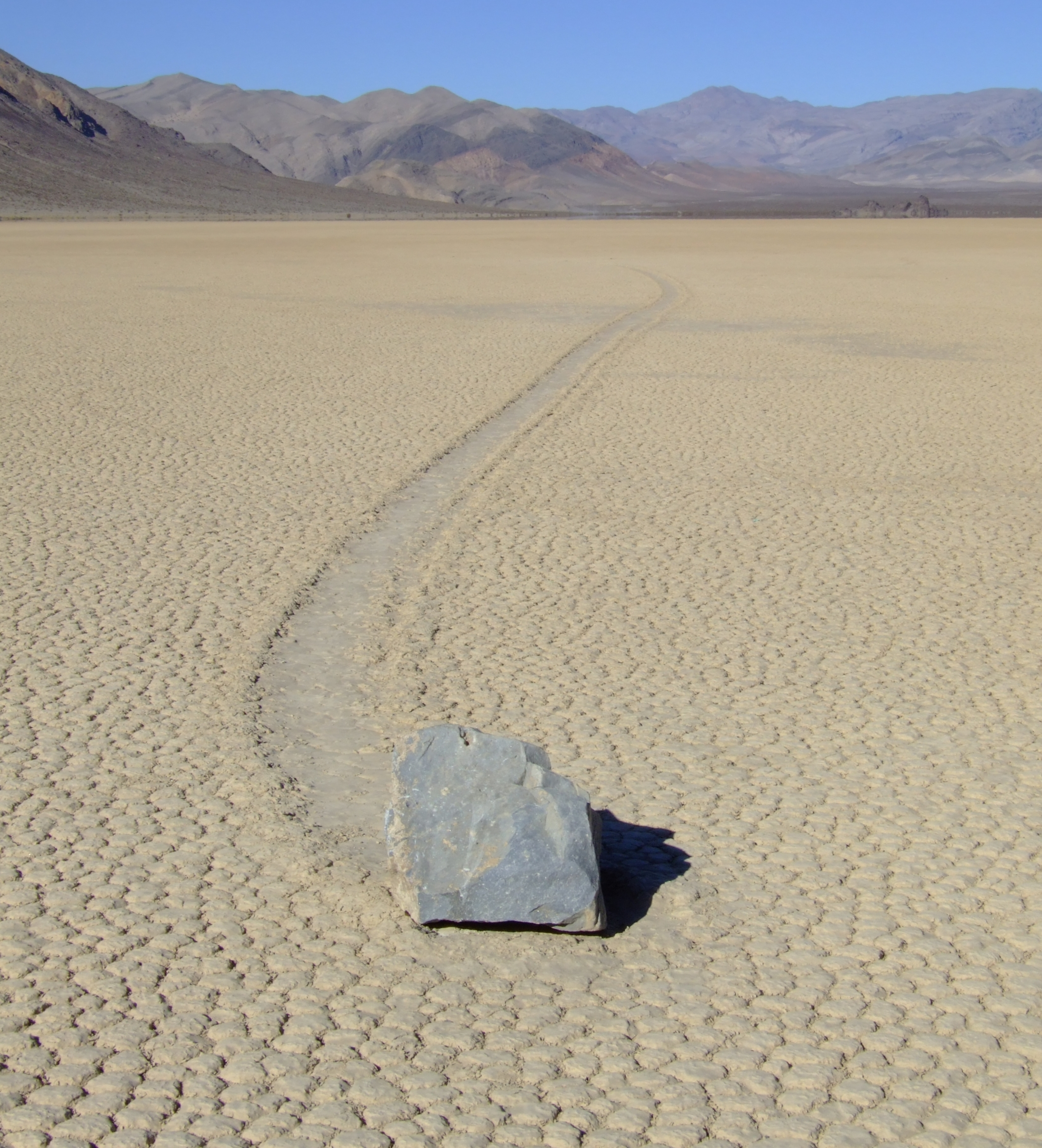
خشک‌زار ریس‌ترک، دید از حاشیه جنوبی خشک‌زار به سمت گرنداستون

داخل پارک ملی دث ولی دو خشک‌زار کاملاً شناخته‌شده وجود دارد. در دست‌رس‌ترین آن‌ها در بدواتر در قسمت جنوبی پارک است که دارای جاده‌ای سنگ‌فرش شده و یک پارکینگ در انتهای شرقی‌اش می‌باشد.
نزدیک انتهای شمالی پارک خشک‌زار بسیار دورتر، ریس‌ترک قرار دارد. برای رسیدن به آن باید در حدود ۴۸ کیلومتر بر روی جاده‌ای خاکی از دهانهٔ آتش‌فشان یوببی تا تقاطع تی‌کتل پیمود تا به خشک‌زار ریس‌ترک رسید. اگرچه جاده در بعضی نواحی ناهموار است با این وجود در شرایط آب و هوایی مساعد می‌توان با وضوح بالا حتی با خودرو دو چرخ متحرک نیز بر آن راند. جاده ممکن است در حین یا پس از بارندگی‌های شدید حتی برای خودروهای چهار چرخ متحرک نیز به‌طور موقت بسته شود.
حوضهٔ بدواتر در دث ولی با پستی ۸۶ متر زیر سطح زمین دومین نقطهٔ پست در نیم‌کرهٔ غربی است (بعد از لاگونا دل کاربن در آرژانتین) در حالی که کوه ویتنی، فقط در ۱۳۷ کیلومتری غرب آن، ۴٬۴۲۱ متر ارتفاع دارد. این ناهمواری توپوگرافی بیش‌ترین شیب ارتفاعی را در ۴۸ ایالت هم‌جوار آمریکا دارد و نقطهٔ پایانی حوضهٔ آبریز جنوب غربی گریت بیسین محسوب می‌شود. اگرچه کمبود شدید آب در گریت بیسین موجب شده‌است استفاده عملی چندانی از آن نشود، با این وجود شواهد حاکی از آن است که در زمان‌های مرطوب‌تر دریاچه‌ای که زمانی دث ولی را پر کرده‌بود (دریاچهٔ مانلی) نقطهٔ پایانی جریان آب در منطقه بوده‌است که باعث می‌شد آب آنجا از مواد حل‌شده اشباع گردد. در نتیجه خشک‌زارهای دث ولی از جمله بزرگ‌ترین خشک‌زارهای جهان به‌شمار می‌آیند و از لحاظ مواد معدنی مانند بوره، انواع نمک‌ها و هیدرات‌ها بسیار غنی هستند. بزرگ‌ترین خشک‌زار پارک ۶۴ کیلومتر از اشفورد میل سایت تا سالت کریک هیلز امتداد یافته و ۵۲۰ کیلومتر مربع از سطح دره را در بر می‌گیرد. مشهورترین خشک‌زار پارک، خشک‌زار ریس‌ترک است که به علت جا به جایی سنگ‌هایش مشور شده‌است.

## اقلیم

برشی از پست‌ترین و مرتفع‌ترین نقاط پارک ملی دث ولی

دث ولی به دلیل کمبود آب سطحی و هموار بودنش گرم‌ترین و خشک‌ترین مکان در آمریکای شمالی است. از آن‌جایی که این مکان مکرراً به عنوان گرم‌ترین نقطهٔ ایالات متحده محسوب می‌شود، جدول‌بندی‌های روزانهٔ حداکثر دماها در این کشور نتایج مربوط به دث ولی را به عنوان یک روال معمول حذف می‌کنند. در ۱۰ ژوئیه ۱۹۱۳ رکورد ۵۶٫۷ درجهٔ سانتی‌گراد در ایستگاه دیده‌بانی هیئت هواشناسی در گرین‌لند رنچ به ثبت رسید که بالاترین دمایی است که تا سال ۲۰۰۷ در این قاره به ثبت رسیده‌است. در روزهای تابستان دمای ۴۹ درجهٔ سانتی‌گراد یا بیشتر و در شب‌های زمستان دمای زیر صفر کاملاً معمول است. ژوئیه گرم‌ترین ماه با متوسط بیشینه دمای ۴۶ درجهٔ سانتی‌گراد و متوسط کمینه دمای ۳۱ درجهٔ سانتی‌گراد و دسامبر خنک‌ترین ماه با متوسط بیشینه دمای ۱۸ درجهٔ سانتی‌گراد و متوسط کمینه دمای ۴ درجهٔ سانتی‌گراد هستند. رکورد حداقل دمای ثبت شده ۹٫۴- درجهٔ سانتی‌گراد است.
آب چندین چشمهٔ بزرگ دث ولی از سفره‌آب محلی تأمین می‌شود، که از شرق تا جنوب نوادا و یوتا کشیده شده‌است. بیشتر آب این سفره‌آب برای چندین هزار سال، از عصر یخبندان پلیستوسن که اقلیم خنک‌تر و مرطوب‌تر بوده، در آن‌جا بوده‌است. اقلیم خشک‌تر امروزی به‌اندازهٔ کافی موجب بارش نمی‌شود تا سفره‌آب را با همان سرعتی که از آن آب برداشت می‌شود تغذیه کند.

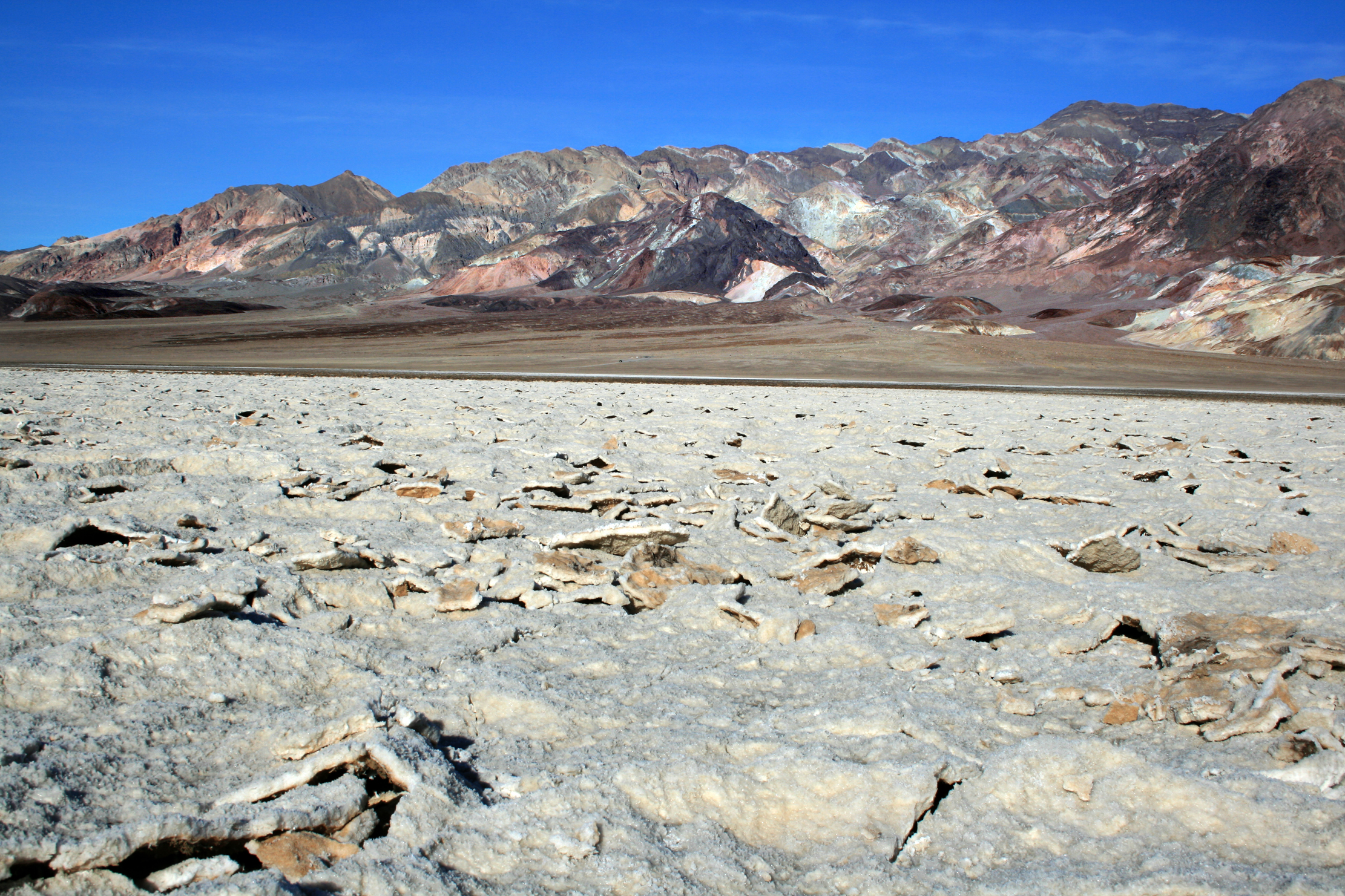
دولز گلف کرس

بلندترین رشته‌کوه در داخل پارک، رشته‌کوه پانامینت است که قلهٔ تلسکوپ با ارتفاع ۳٬۳۶۸ متر مرتفع‌ترین نقطهٔ آن به حساب می‌آید. منطقهٔ دث ولی یک زون گذاره‌ای در شمالی‌ترین بخش بیابان موهاوی است و از پنج رشته‌کوه که از صفحهٔ اقیانوس آرام شکل گرفته‌اند تشکیل شده‌است. از میان این رشته‌کوه‌ها سه رشته‌کوه، موانعی جدی برای جریان هوا به حساب می‌آیند: سیرا نوادا، رشته‌کوه آرگوس و رشته‌کوه پانامینت. اجرام هوا به هنگام بالا رفتن از رشته‌کوه‌ها رطوبت خود را از دست می‌دهند، پدیده‌ای که اقلیم‌شناسان از آن با عنوان اثر سایهٔ باران یاد می‌کنند.
تشدید اثر سایهٔ باران در منطقهٔ دث ولی، آن را به خشک‌ترین مکان آمریکای شمالی تبدیل کرده‌است، به گونه‌ای که میزان بارش سالیانه در بدواتر تنها در حدود ۳۸ میلی‌متر است (در برخی از سال‌ها بارشی که قابل اندازه‌گیری باشد رخ نمی‌دهد). متوسط بارش سالیانه از ۴۹ میلی‌متر در سراسر مناطق زیر سطح دریا تا ۳۸۰ میلی‌متر در کوه‌های بلندی که دره را احاطه کرده‌اند متغیر است. بارندگی اغلب به صورت طوفان‌های شدیدی است که منجر به ایجاد سیل‌های ناگهانی می‌شود و این خود موجب تغییر شکل مناظر و گاهی اوقات به وجود آمدن دریاچه‌های موقتی می‌گردد.

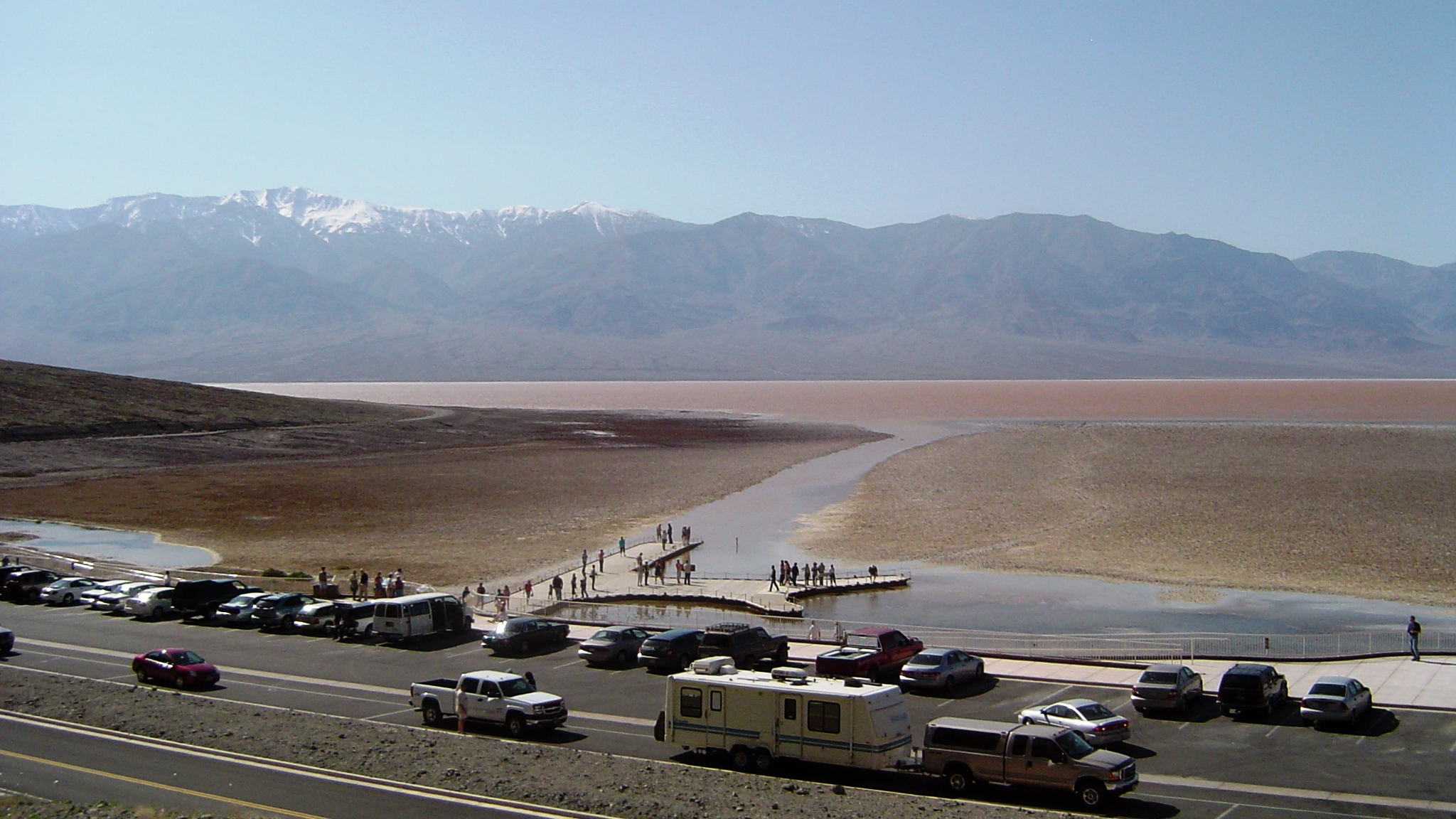
دریاچهٔ بدواتر، بهار ۲۰۰۵

اقلیم گرم و خشک منطقه تشکیل خاک را دشوار می‌کند. بنابراین در مناطق کوهستانی هدررفت توده‌ای (حرک رو به پایین سنگ‌های سست) نیروی فرسایش‌گر غالب به‌شمار می‌آید که موجب اسکلتی‌شدن رشته‌کوه‌ها (کوه‌هایی که خاک ناچیزی روی آن‌هاست) می‌شود. اگر چه تلماسه‌های پارک مشهور هستند ولی تعدادشان به اندازهٔ شهرتشان یا متناسب با خشکی منطقه نیست. یکی از پهنه‌های تلماسه‌ای اصلی در نزدیکی استوپایپ ولز در قسمت شمالی مرکز دره است که عمدتاً از ماسه‌های کوارتز تشکیل شده‌است. پهنهٔ تلماسه‌ای دیگری تنها در ۱۶ کیلیومتری شمال آن قرار دارد ولی عمدتاً از ماسه‌های تراورتن تشکیل شده‌است. هم‌چنین پهنهٔ تلماسه‌ای دیگری در نزدیکی ایبکس هیل (که منطقهٔ کم‌بازدیدی است) در جنوبی‌ترین قسمت پارک، درست جنوب مانداب ساراتوگا اسپرینگز قرار دارد. باد غالب در زمستان از سمت شمال و در تابستان از سمت جنوب می‌وزد. بنابراین موقعیت کلی پهنه‌های تلماسه‌ای کم‌وبیش ثابت باقی می‌ماند.
استثنائات نادری در ماهیت خشک منطقه روی می‌دهد. در سال ۲۰۰۵، زمستان غیرمعمول مرطوبی موجب به وجود آمدن دریاچه‌ای در حوضهٔ بدواتر شد و پرگل‌ترین فصل تاریخ پارک را رقم زد.

## پیشینه بشری

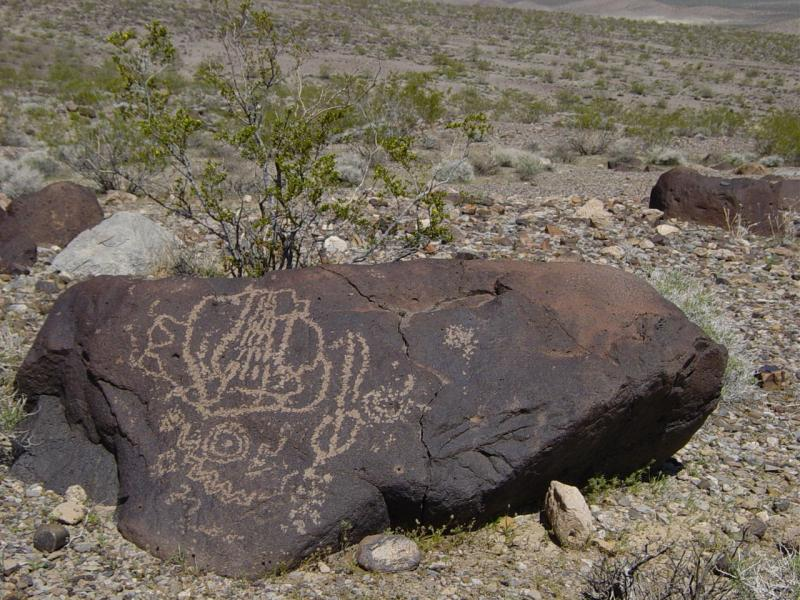
سنگ‌نگاره‌های بالای مسکوئیت اسپرینگز

### ساکنان اولیه و جماعت رهگذر
در طول ۱۰۰۰۰ سال گذشته یا بیش‌تر، مشخص شده که چهار جامعه از بومیان آمریکا در این منطقه زندگی کرده‌اند. اولین گروه شناخته‌شده، نوارس اسپرینگ پیپل، جامعه‌ای شکارچی-گردآورنده بودند و احتمالاً ۹۰۰۰ سال پیش وقتی هنوز دریاچه‌های کوچکی در دث ولی و درهٔ مجاورش، پانامینت ولی وجود داشته به این منطقه آمدند. در آن زمان اقلیم متعادل‌تر بوده و شکارهای بزرگ هنوز فراوان بوده‌اند. ۵۰۰۰ سال پیش مسکوئیت فلت پیپل جایگزین نوراس اسپرینگ پیپل شدند. در حدود ۲۰۰۰ سال پیش ساراتوگا اسپرینگ پیپل به دث ولی آمدند که تا آن موقع احتمالاً تبدیل به یک بیابان گرم و خشک شده‌بود. این جامعه در شکار و گردآوری پیشرفته‌تر و در صنایع دستی ماهرتر بوده‌اند. آن‌ها هم‌چنین طرح‌های سنگی اسرارآمیزی در دره بر جای گذارده‌اند.
هزار سال پیش، چادرنشینان تیمبیشا (سابقاً شوشونه و هم‌چنین پانامینت یا کوسو) به این منطقه آمدند و به شکار حیوانات و جمع‌آوری لوبیای کهور و مغز کاج پینین پرداختند. به دلیل اختلاف زیاد ارتفاع بین ته دره و لبهٔ کوه‌ها، به خصوص در غرب، جامعهٔ تیمبیشا به مهاجرت عمودی روی آوردند. اردوگاه‌های زمستانی آن‌ها در ته دره نزدیک منابع آب بوده‌است. با گذشت بهار و تابستان و گرم‌شدن هوا، علف‌ها و دیگر گیاهان غذایی در ارتفاعات بالاتر سبز می‌شدند. در ماه نوامبر که علف‌ها و گیاهان در بالاترین نقاط کوه‌ها سبز می‌شدند جامعهٔ تیمبیشا بعد از برداشت مغزهای کاج برای فصل زمستان به پایین دره برمی‌گشتند.
برای اولین بار، تب طلا در کالیفرنیا موجب شد تا افراد اروپایی نژاد منطقهٔ مجاورش را ببینند. در دسامبر ۱۸۴۹ دو گروه از سفید پوستان که در مجموع حدود ۱۰۰ ارابه داشتند در مسیر گلد کانتری کالیفرنیا در حالی که گمان‌می‌کردند در میان‌بر الد اسپنیش تریل در حرکتند، گم شدند و به‌طور کاملاً اتفاقی وارد دث ولی شدند. این‌گروه‌ها که بنیت-آرکین پارتی نامیده‌شدند نتوانستند برای هفته‌ها راه خروجی از دره بیابند. آن‌ها به آب تازه که در بسیاری از چشمه‌های منطقه یافت می‌شد دسترسی داشتند ولی مجبور بودند برای زنده‌ماندن گاوهایشان را بخورند. آن‌ها از چوب ارابه‌هایشان برای پختن گوشت‌ها و دودی کردنشان استفاده می‌کردند. امروزه مکانی که آن‌ها در آن‌جا گیر کرده‌بودند «برند وگنز کمپ» نامیده شده‌است که در نزدیکی تلماسه‌هاست.
در نهایت آن‌ها بعد از رها کردن ارابه‌هایشان توانستند دره را ترک کنند. درست بعد از ترک دره یکی از زنان گروه برگشت و گفت: «خداحافظ درهٔ مرگ» و نام درهٔ مرگ را به دره‌ای که از آن زجر کشیده بودند داد. ویلیام لوئیس مانلی نیز از اعضای این گروه بود که در شرح‌حال نویسی‌اش تحت عنوان دث ولی در ۴۹ روز به شرح این سفر پرداخت و باعث شهرت یافتن این منطقه شد (بعدها زمین‌شناسان به افتخار او دریاچه‌ای که ماقبل تاریخ، دث ولی را پر کرده بود، دریاچه مانلی نام نهادند).

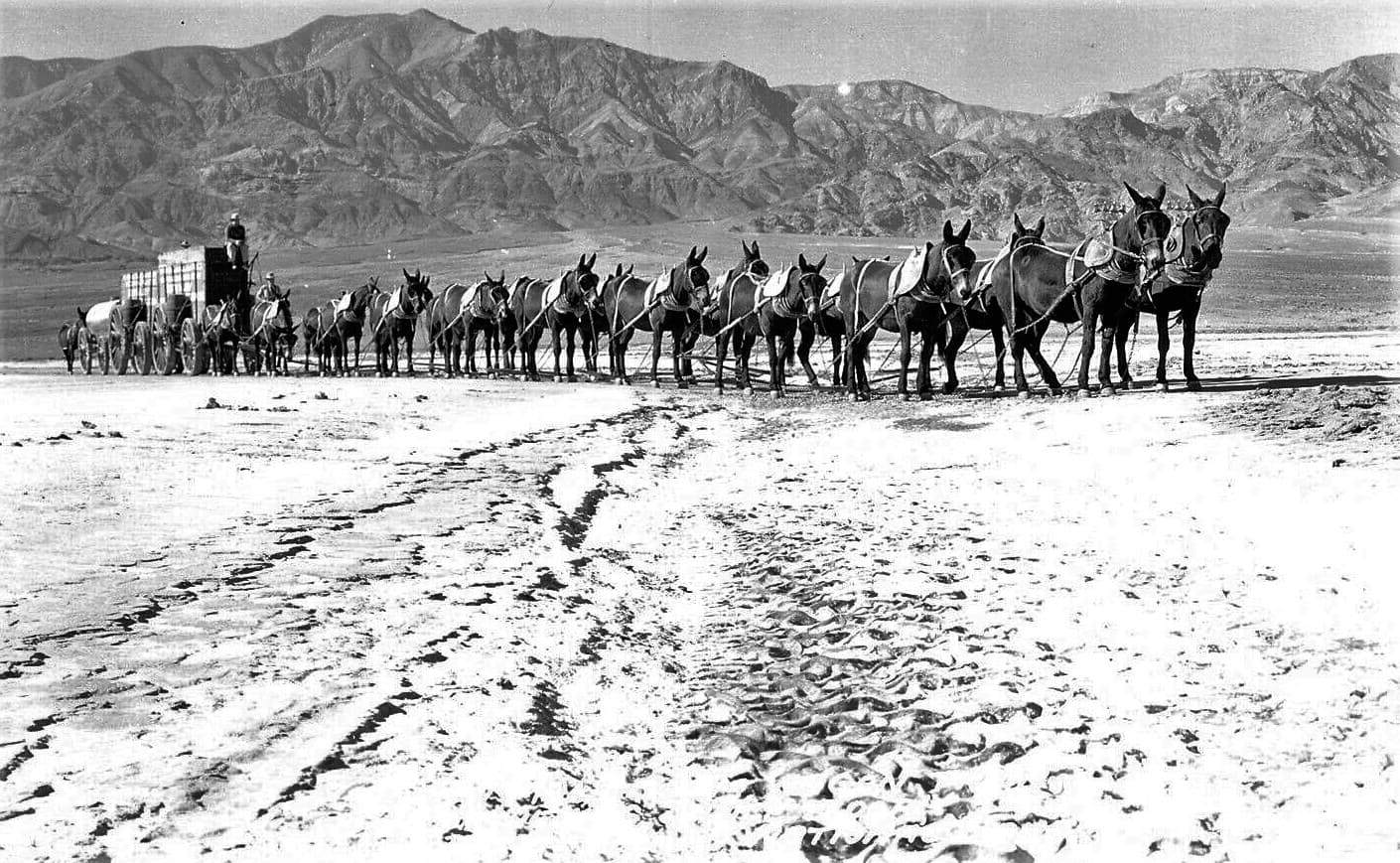
تیم بیست قاطر در دث ولی

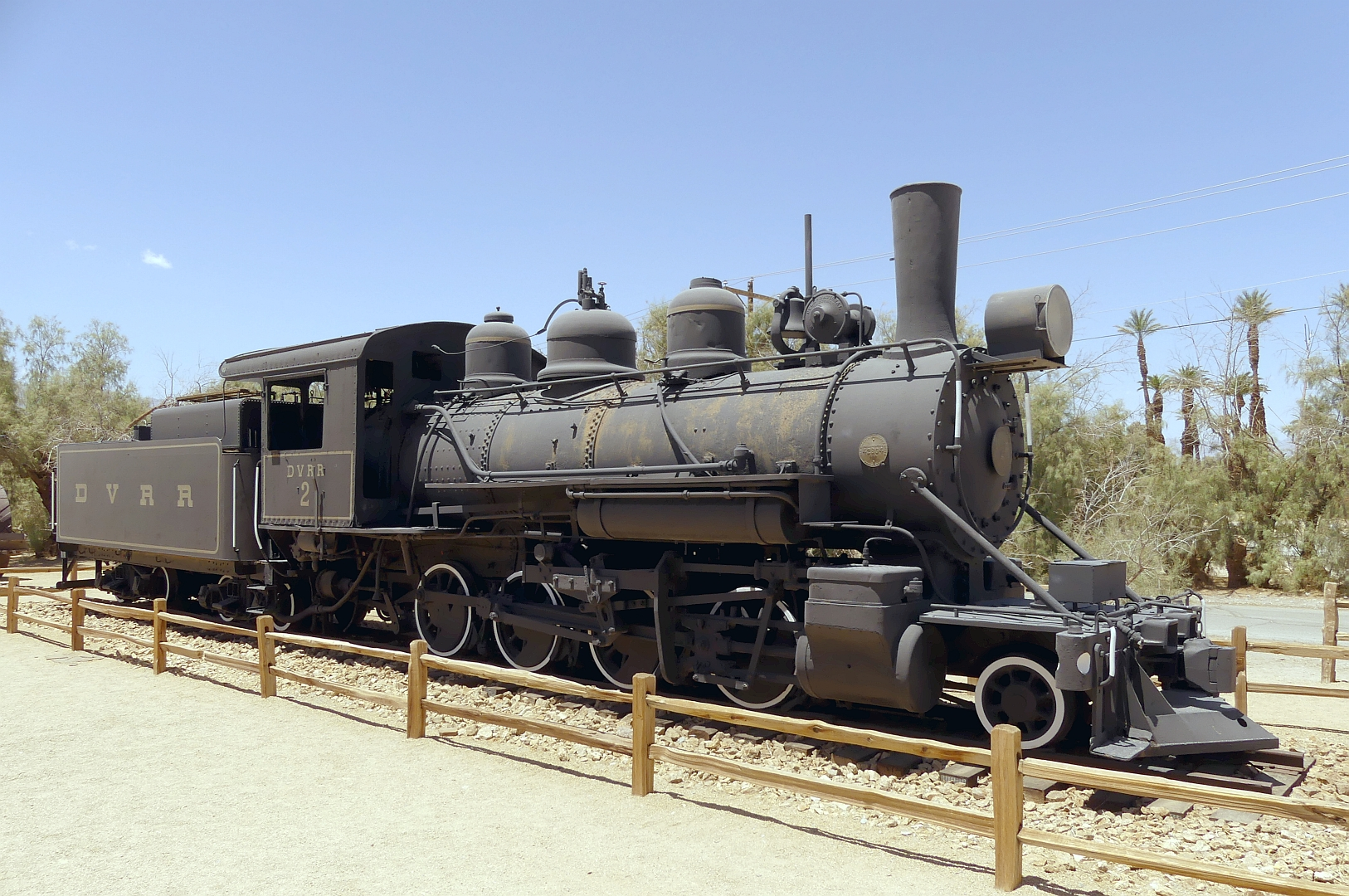
لوکوموتیو تاریخی برای حمل بوره در دث ولی، موزهٔ فرنیس کریک، ایالات متحده، ژوئن ۲۰۲۲

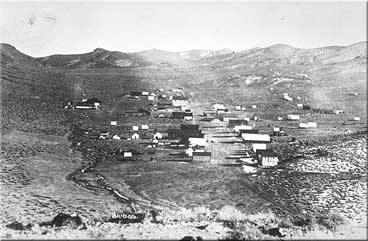
اسکیدو در ۱۹۰۶

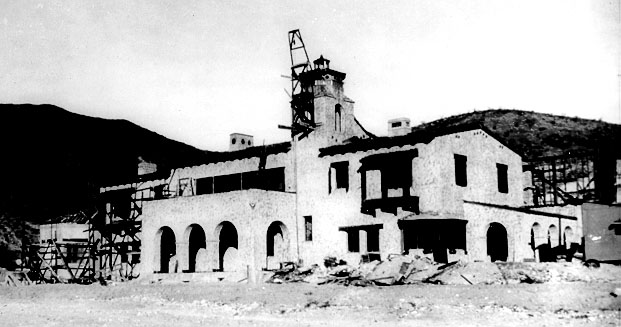
قلعهٔ اسکاتی در دست ساخت

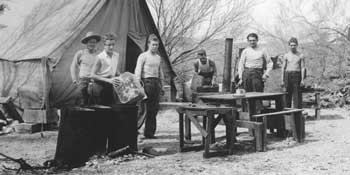
کارگران شرکت‌های غیر نظامی محافظت در دث ولی

### رونق و رکود
رسوبات تبخیری نظیر نمک‌ها، بورات و تالک از جمله سنگ‌های معدنی شناخته‌شده‌ای بودند که در منطقه یافت می‌شدند و استخراجشان ساده و سودآور بود. بوره توسط رزی و ارن وینترز در نزدیکی فرنیس کریک رنچ (بعدها گرین‌لند نامیده شد) در سال ۱۸۸۱ یافت شد. بعداً در همان سال، ایگل بورکس ورکس اقدام به اولین عملیات تجاری مرتبط با بوره در دث ولی کرد. ویلیام تل کولمن در اواخر سال ۱۸۸۳ یا اوایل ۱۸۸۴ کارخانهٔ ایگل بورکس ورکس را تأسیس کرد و به فرآوری بوره تا ۱۸۸۸ ادامه داد. این کارخانه سنگ‌های معدنی را استخراج و ذوب می‌کرد تا برای تهیهٔ صابون یا مصارف صنعتی، بوره تولید کند. محصول نهایی توسط تیم‌های بیست قاطر (در واقع هر تیم از ۱۸ قاطر و دو اسب تشکیل می‌شد) در ارابه‌هایی به گنجایش ۱۰ تن بار، به راه‌آهن موهاوی که در ۲۶۶ کیلومتری دره بود منتقل می‌شد. تیم‌ها با متوسط سرعت سه کیلومتر بر ساعت حرکت می‌کردند و رفت و برگشت آن‌ها ۳۰ روز طول می‌کشید. بعد از خرید حق امتیاز بورهٔ کولمن در سال ۱۸۹۰ توسط فرنسیس مارین اسمیت، نام تجاری بورهٔ تیم بیست قاطر توسط شرکت بورهٔ سواحل پاسیفیک که در مالکیت اسمیت بود به ثبت رسید. یک آگهی بازرگانی به یاد ماندنی، از تصاویر ارابه‌ها برای تبلیغ صابون‌های دست دانه‌ای بورکسو و برنامه‌های تلویزیونی و رادیویی روزهای دث ولی استفاده می‌کرد. معدن‌کاری تا زمان سقوط امپراطوری کولمن ادامه یافت و تا اواخر دههٔ ۱۹۲۰ این منطقه، بزرگ‌تربن منبع بوره در جهان به حساب می‌آمد. تشکیل فرنیس کریک که در حدود ۴ تا ۶ میلیون سال قدمت دارد منبع اصلی مواد معدنی بورات جمع‌شده از خشک‌زارهای دث ولی است.
ماجراجویان دیگری نیز برای جستجو و استخراج رسوبات مس، طلا، سرب و نقره در دره ساکن شدند. دور بودن معادن و طبیعت خشن بیابان همان تک‌و توک ریسک‌پذیری‌ها برای استخراج را نیز دشوارتر می‌کرد. در دسامبر ۱۹۰۳، دو مرد از بالارات در جستجوی نقره بودند. یکی از آن‌ها یک معدن‌کار از کار افتادهٔ ایرلندی به نام جک کین و دیگری یک قصاب تک‌چشم باسکی به نام دومینگو اتچارن بود. کین کاملاً اتفاقی یک برآمدگی بزرگ از طلای خالص را در محدودهٔ کاری مشترک کشف کرد و آن معدن را کین واندر ماین نامید. این کشف کین موجب به راه‌افتادن تب طلای زودگذری در منطقه شد. کین واندر ماین به همره معادنی در ریولیت، اسکیدو و هاریس‌بورگ تنها معادنی بودند که استخراج سنگ‌های معدنیشان به صرفه بود. شایعات کاملاً ساختگی نظیر شایعهٔ لیدفیلد نیز وجود داشت، اما اغلب ماجراجویی‌ها و ریسک‌پذیری‌ها پس از ناکام ماندن تلاش‌ها برای اثبات شواهدی مبنی بر وجود سنگ‌های معدنی به قدر کافی، به سرعت خاتمه می‌یافت (هم‌اکنون این معادن سراسر منطقه را پر کرده‌اند و خطری جدی برای کسانی که وارد آن‌ها می‌شوند محسوب می‌شوند). شهرهایی که به سرعت در کنار این معادن ظاهر شدند در طی اولین دهه از سدهٔ بیستم به سرعت توسعه یافتند ولی به زودی پس از هراس ۱۹۰۷ خالی از سکنه شدند.

### گردشگری اولیه
اولین امکانات گردش‌گری مستند در دث ولی چادرهای بودند که در دههٔ ۱۹۲۰ در مکان کنونی استوپایپ ولز برپا شدند. مردم به سوی استراحت‌گاه‌های ساخته شده در اطراف چشمه‌های طبیعی که گمان می‌کردند خواص درمانی و نشاط بخشی دارند هجوم آوردند. در سال ۱۹۲۷ پاسیفیک کست بورکس اقامت‌گاه‌های کارکنانش در فرنس کریک رنچ را به یک استراحت‌گاه منتقل نمود و «استراحت‌گاه و شرکت فرنس کریک» را تأسیس کرد. چشمهٔ نهر فرنس برای توسعهٔ استراحت‌گاه تحت کنترل درآمد. با پخش و منحرف شدن آب نهر فرنس، تالاب‌ها و مانداب‌های اطراف کوچک‌تر شدند.
دره به سرعت به یک مقصد گردش‌گری در زمستان تبدیل شد. تسهیلات و امکانات گردش‌گری دیگری نیز فراهم شد که در ابتدا خصوصی بودند ولی بعداً درب‌ها به روی عموم باز شد. قابل توجه‌ترین آن‌ها، عمارت دث ولی بود که بیش‌تر با نام قلعهٔ اسکاتی شناخته می‌شد. این عمارت بزرگ که به سبک احیای اسپانیایی ساخته شده بود در اواخر دههٔ ۱۹۳۰ به یک هتل و یک جاذبهٔ گردش‌گری (عمدتاً به خاطر شهرت دث ولی اسکاتی) تبدیل شد. دث ولی اسکاتی، با نام اصلی والتر اسکات، یک معدن‌کار طلا بود که وانمود می‌کرد مالک «قلعه‌اش» می‌باشد و ادعا می‌کرد آن را از سود حاصل از استخراج طلا ساخته است. هیچ یک از ادعاهای او درست نبود، ولی مالک اصلی، آلبرت موسی جانسون که یک میلیونر شیکاگویی بود، به این شایعات دامن می‌زد. وقتی خبرنگاران از آلبرت موسی جانسون دربارهٔ رابطه‌اش با قلعهٔ اسکاتی می‌پرسیدند، او جواب می‌داد که حساب‌دار آقای اسکاتی است.

### حفاظت و بعد از آن
رئیس‌جمهور هربرت هوور در ۱۱ فوریهٔ ۱۹۳۳، دث ولی و مناطق اطرافش را یادبود ملی اعلام کرد، بدین ترتیب زراعت در تقریباً ۲ میلیون هکتار (۸٬۰۰۰ کیلومترمربع) از جنوب شرقی کالیفرنیا و قسمت‌های کوچکی از جنوب غربی نوادا ممنوع شد. ۱۲ شرکت با استفاده از نیروی کار سپاه حفاظت مردم در دورهٔ رکود اقتصادی بزرگ و اوایل دههٔ ۱۹۴۰ به فعالیت در دث ولی مشغول بودند. آن‌ها سربازخانه ساختند، ۸۰۰ کیلومتر از جاده‌ها را درجه‌بندی کردند، خطوط تلفن و لوله‌های آب را نصب کردند و در مجموع ۷۶ ساختمان بنا کردند. برای سرخ‌پوستان شوشونی در رشته‌کوه پانامینت، پیادروهایی ساختند که مناظری جذاب و تماشایی دارند، هم‌چنین دهکده‌ای خشتی، خشک‌شویی و بقالی نیز ساختند. پنج اردوگاه، چندین دستشویی و یک میدان فرود برای هواپیماها ساخته شد و تسهیلات و امکاناتی برای اردو زدن در آن‌جا نیز فراهم شد.